# Jean-Luc Brassard
Jean-Luc Brassard (* 24. srpna 1972, Salaberry-de-Valleyfield) je bývalý kanadský akrobatický lyžař, z frankofonního Québecu. Na olympijských hrách v Lillehammeru roku 1994 vyhrál závod v jízdě na boulích. Krom toho je dvojnásobným mistrem světa (1993, 1997). Ve světovém poháru získal třikrát malý křišťálový glóbus za celkové vítězství v boulích (1993, 1996, 1997). Vyhrál v seriálu 33 závodů, 77krát na stupních vítězů. Připisuje se mu popularizace nošení lesklých chráničů kolen v jízdě na boulích, které pomáhají i rozhodčím. Na hrách v Naganu roku 1998 byl vlajkonošem kanadské výpravy při zahajovacím ceremoniálu.
V roce 2005 se stal tiskovým mluvčím lyžařského areálu Le Massif. V roce 2012 byl uveden do kanadské olympijské síně slávy. Koncem roku 2014 ho Kanadský olympijský výbor jmenoval vedoucím kanadské výpravy na Letních olympijských hrách 2016. V říjnu 2015, po rezignaci prezidenta Kanadského olympijského výboru Marcela Aubuta kvůli vícenásobným obviněním ze sexuálního obtěžování, Brassard kritizoval, že výbor nedokázal řádně problém prozkoumat, když byla v roce 2008 vznesena první obvinění. V současnosti je rozhlasovým komentátorem. Věnuje se také charitativní činnosti, zejména ve francouzskojazyčné divizi organizace Children’s Miracle Network. V roce 2022 kritizoval konání zimních olympijských her v totalitní Číně, podle něj jde o důkaz, že olympijské hnutí a jeho myšlenky chřadnou.